# 薩拉多河

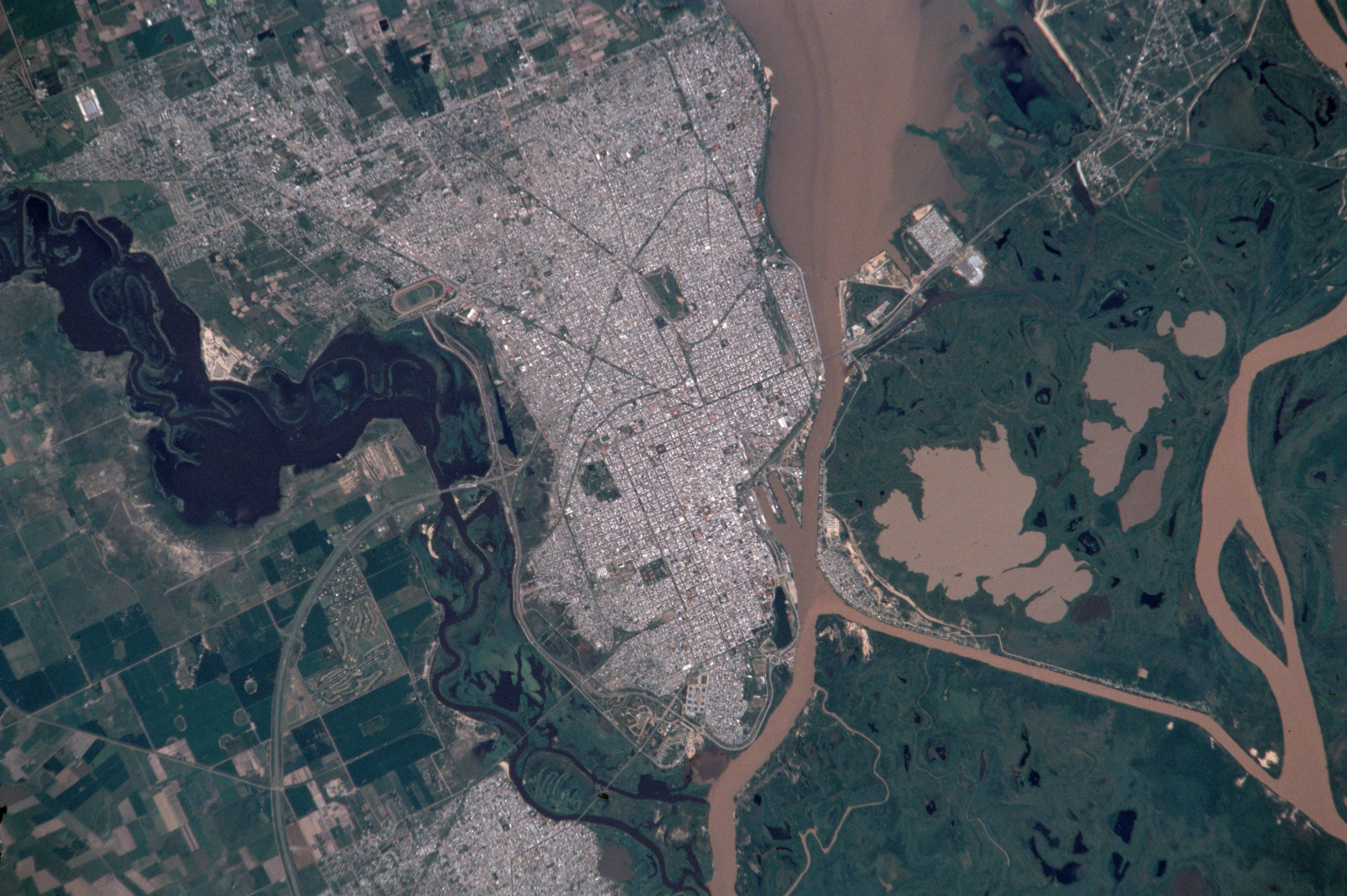
俯瞰薩拉多河

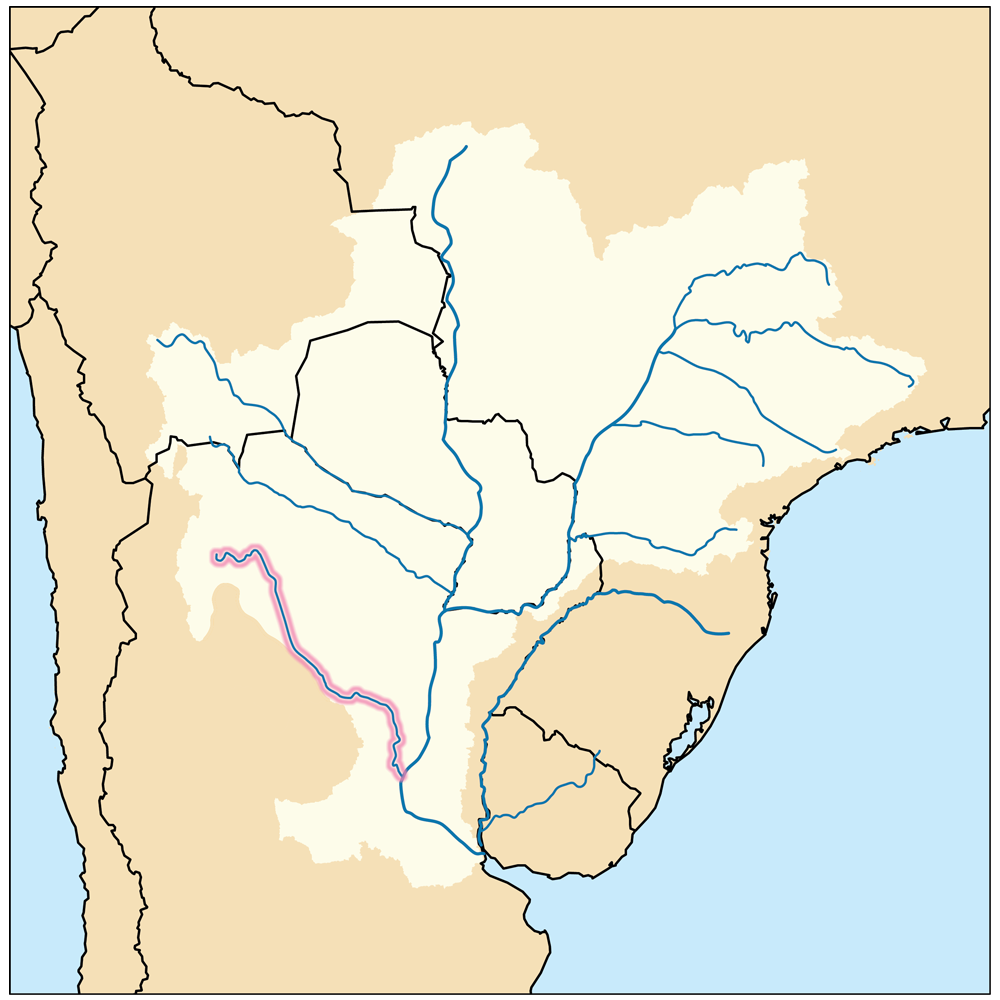
巴拉那河地圖，紫色為薩拉多河

薩拉多河（西班牙語：Río Salado）是南美洲阿根廷的河流，河道全長1,500公里，從發源地薩爾塔省流經數個省份，最後在聖大非省內流入巴拉那河。

## 上薩拉多河
河道上游被稱為茹拉門圖河（Juramento River），位於卡塔馬卡省安第斯山脈地區，河水來自薩爾塔省高山融雪和降雨量，河道在進入聖地亞哥-德爾埃斯特羅省後才被稱為薩拉多河。

## 下薩拉多河
河道在流入聖地亞哥-德爾埃斯特羅省後再流經800公里，在聖大非省流入巴拉那河。

## 外部連結
- Salado River at Monografias.com （页面存档备份，存于） (西班牙語)
- Rio Salado: INTA's Planification (西班牙語)
- Political History of the Salado (西班牙語)